# Полиосма
Полиосма (лат. Polyosma) — род деревянистых растений семейства Эскаллониевые (Escalloniaceae).

## Описание
Вечнозелёные прямостоячие кустарники (0,5—3 м высотой) или деревья до 25 м высотой.

## Виды
Род включает около 80 видов, некоторые из них:
- Polyosma brachyantha Merr.
- Polyosma cunninghamii Benn.
- Polyosma dentata Schltr.
- Polyosma finisterrae Schltr.
- Polyosma illicifolia Blume typus
- Polyosma integrifolia Blume
- Polyosma mutabilis C.B.Clarke
- Polyosma occulta Reeder
- Polyosma serrulata Blume
- Polyosma subalpina Schulze-Menz ex P.Royen